# Zaouiet Men-Laikhaf
Zaouiet Men-Laikhaf ou Zaouiet Men-La-Ykhaf est un petit village agricole de la province d’Errachidia au Maroc. Situé à 07 kilomètres au sud de Rissani, 